# Молоді дикуни
Молоді дикуни (англ. The Young Savages) — американський фільм 1961 року.

## Сюжет
Три італійських підлітка вбивають сліпого п'ятнадцятирічного хлопця, який очолював ворожу пуерториканську банду. Справа по звинуваченню передається помічнику прокурора району Генку Беллу, який добре знайомий з законом асфальтових джунглів. У суді він виступає так, що весь, спочатку вороже налаштований, зал суду встає на захист хлопчаків, яких він повинен був спробувати засудити.

## У ролях
| Актор              | Роль                         |
| ------------------ | ---------------------------- |
| Берт Ланкастер     | Генк Белл                    |
| Діна Мерілл        | Карін Белл                   |
| Едвард Ендрюс      | Р. Деніел Коул               |
| Вівіан Нейтан      | місіс Ескаланте              |
| Шеллі Вінтерс      | Мері ДіПайс                  |
| Ларрі Гейтс        | Рендольф                     |
| Теллі Савалас      | детектив лейтенант Гундерсон |
| Пілар Сьора        | Луїза Ескаланте              |
| Джоді Фейр         | Анжела Руджіелло             |
| Роберта Шор        | Дженні Белл                  |
| Мілтон Зельцер     | Доктор Волш                  |
| Роберт Бертон      | суддя                        |
| Девід Дж. Стюарт   | Бартон                       |
| Стенлі Kristien    | Денні ДіПайс                 |
| Джон Девіс Чендлер | Артур Реардон                |
| Ніл Нефью          | Ентоні «Бетмен» Апосто       |
| Луїс Арройо        | Зорро                        |
| Хосе Перез         | Роберто Ескаланте            |
| Річард Велез       | Гаргантюа                    |